# Parafia Świętego Krzyża w Nawodnej
Parafia pod wezwaniem Świętego Krzyża w Nawodnej – parafia rzymskokatolicka należąca do dekanatu Chojna, archidiecezji szczecińsko-kamieńskiej, metropolii szczecińsko-kamieńskiej. Siedziba parafii mieści się we wsi Nawodna przy ulicy Szkolnej. Prowadzą ją księża Salezjanie.

## Kościół parafialny
Kościół Świętego Krzyża w Nawodnej

## Kościoły filialne i kaplice
- Kościół Niepokalanego Poczęcia Najświętszej Maryi Panny w Lisim Polu[1]
- Kościół Matki Bożej Królowej Polski w Garnowie[1]